# ساندرا وارنر
ساندرا وارنر (بالإنجليزية: Sandra Warner)‏ هي عارضة أمريكية، ولدت في 14 مارس 1935.

## وصلات خارجية
- ساندرا وارنر على موقع IMDb (الإنجليزية)
- ساندرا وارنر على موقع قاعدة بيانات الفيلم (الإنجليزية)